# Co-existentie
De co-existentie van aansprakelijkheden gaat over de vraag of een contractbreuk door een partij ook kan leiden tot de buitencontractuele aansprakelijkheid van deze partij ten aanzien van een derde. Het betreft met andere woorden over de vraag of een wanprestatie een buitencontractuele fout uitmaakt. 
Co-existentie wordt opgesplitst in actieve en passieve co-existentie. Actieve co-existentie houdt in dat de schadelijder omwille van één feit dat leidt tot aansprakelijkheid, meerdere personen kan aanspreken op grond van hetzelfde of van verscheidene aansprakelijkheidsregimes. Passieve co-existentie alludeert op de mogelijkheid van meerdere personen om de dader van het schadeverwekkend feit aan te spreken op grond van hetzelfde of van verscheidene aansprakelijkheidsregimes.

## Voorbeelden
- De eigenaar van een appartementsgebouw sluit een contract met een partij om herstellingswerken uit te voeren aan de lift die zich in het gebouw bevindt. Wanneer een bewoner de lift gebruikt stort de lift in waardoor de bewoner lichamelijke letsels (schade) oploopt. Bijgevolg zal de eigenaar van het gebouw de partij aansprakelijk stellen op basis van het contract, want men mocht vernemen dat de lift perfect zou functioneren na de herstellingswerken, én zal de gebruiker die schade heeft geleden de partij aanspreken op basis van een onrechtmatige daad, en dus niet op basis van een contract.[3]